# 樂天世界塔
樂天世界大廈（韓語：롯데월드타워），是位於韓國首爾的摩天大樓，比鄰樂天世界，最近地鐵站為蠶室站，有首爾地鐵2號線與首爾地鐵8號線經過。該樓為一123層樓、556公尺的大廈。該塔設計為次世代樂天世界及樂天集團總部大樓，該大樓已超越美國紐約世界貿易中心一號大樓，成為已開發國家中最高的摩天大樓，以及超越柳京飯店成為朝鮮半島上最高的摩天大樓，並提供世界第三高的觀景台（僅次於中國上海的上海中心及深圳平安金融中心）。目前为世界第六高楼（截至2024年），且該大廈已於2016年12月落成。
在經過十三年的設計與規劃後，該樓於2010年11月經政府批准興建，並於隔年3月舉行動土儀式。建築主體類似於修長地四方錐形，1至6樓為大型OUTLET商場、7至37樓及108至114樓為辦公室區（後者只供出售）、40至71樓為出售服務式住宅（由Signiel酒店管理）、76至101樓為樂天Signiel酒店、120至123樓為公共觀光區。

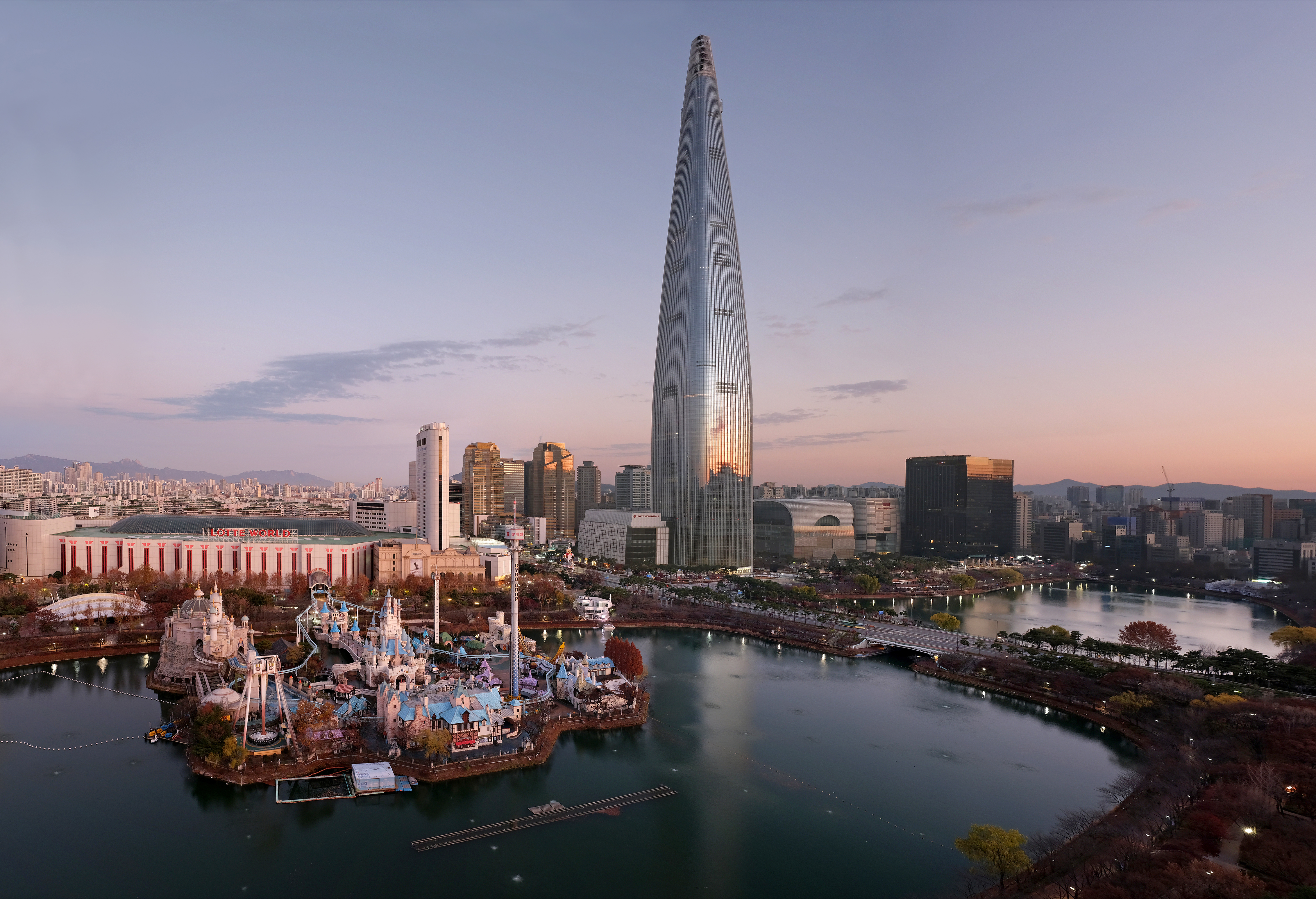
首尔乐天世界

## 功能劃分
| 樓層    | 功能                                                              |
| ------- | ----------------------------------------------------------------- |
| R       | 頂冠維護結構                                                      |
| 123     | 貴賓室 (Lounge 123)                                               |
| 122     | 咖啡廳                                                            |
| 117-121 | Seoul Sky觀景台                                                   |
| 115-116 | 機電層                                                            |
| 108-114 | Premier 7精品辦公                                                 |
| 107     | Premier 7空中大堂、Signiel俱樂部                                  |
| 103-106 | 機電層                                                            |
| 102     | 避火區                                                            |
| 87-101  | Signiel酒店客房                                                   |
| 86      | 水療中心、員工區                                                  |
| 85      | 泳池、健身中心、桑拿室                                            |
| 84      | 機電層                                                            |
| 83      | 避火區                                                            |
| 82      | Bicena韓國餐廳                                                    |
| 81      | STAY法國餐廳、Bicena韓國餐廳                                      |
| 79-80   | Signiel酒店大堂                                                   |
| 72-75   | 機電層（內有結構轉換桁架）                                        |
| 61-71   | 服務式住宅                                                        |
| 60      | 避火區                                                            |
| 59      | 機電層                                                            |
| 44-58   | 服務式住宅                                                        |
| 42-43   | 服務式住宅Signiel Residence大堂、健身俱樂部、高爾夫練習場、宴會廳 |
| 41      | 機電層                                                            |
| 40      | 避火區                                                            |
| 39      | 機電層                                                            |
| 32-38   | 辦公樓層                                                          |
| 31      | 美食廣場（Sky 31）、會議中心                                      |
| 24-30   | 辦公樓層                                                          |
| 23      | 機電層                                                            |
| 22      | 避火區                                                            |
| 21      | 機電層                                                            |
| 14-20   | 辦公樓層                                                          |
| 13      | 機電層                                                            |
| 12      | 銀行及金融中心                                                    |
| 10-11   | 醫療中心                                                          |
| 8-9     | 樂天免稅店                                                        |
| 7       | 樂天藝術館                                                        |
| 6       | 健身中心（Move 360）                                              |
| 5       | 樂天宣傳中心、樂天控股新聞發布室及宣傳辦公室                      |
| 3-4     | 機電層、儲物室及員工區                                            |
| 2       | 辦公大堂                                                          |
| 1       | 辦公大堂、酒店大堂及咖啡廳                                        |
| B1      | 觀景台入口、服務式住宅大堂、綜合防災室、落客區、禮品商店          |
| B2      | 觀景台入口、貨物起卸區、停車場                                    |
| B3-B5   | 停車場                                                            |
| B6      | 機電層                                                            |

## 電梯配置
樂天世界塔電梯配置列表
- OD1-OD2（2部來往觀景台之穿梭電梯，雙層，由奧的斯製造）：B2/B1、8/9、117/118、120/121
- OD3-OD4（2部觀景台專用之停車場電梯，由奧的斯製造）：B4-B1
- OD5（1部來往觀景台樓層之電梯，由奧的斯製造）：117-123
- OD6（1部觀景台及咖啡廳專用電梯，由奧的斯製造）：121、123
- FE1（1部貴賓之服務電梯，由奧的斯製造）：B6、B4-123
- FE2（1部載貨之服務電梯，由奧的斯製造）：B6、B4-123
- PS1（1部來往Premier 7精品辦公空中大堂之穿梭電梯，由奧的斯製造）：B1、1、107
- PL1-PL2（2部來往Premier 7精品辦公樓層電梯，由奧的斯製造）：107-114
- HS1（1部來往酒店大堂之穿梭電梯，由三菱製造）：1、60、76、79、81
- HS2-HS4（3部來往酒店大堂之穿梭電梯，由三菱製造）：1、76、79、81
- HL1-HL3（3部來往酒店客房之電梯，由三菱製造）：79、81、85-101
- HL4（1部來往酒店配套設施之電梯，由三菱製造）：79、85
- HV1（1部酒店專用之停車場電梯，由奧的斯製造）：B4-1
- RS1-RS4（4部來往服務式住宅大堂之穿梭電梯，由三菱製造）：B4-1、42
- RP1-RP2（4部服務式住宅專用之停車場電梯，由三菱製造）：B1、1
- RL1（1部來往服務式住宅樓層之電梯，由三菱製造）：42、44-58、60-71
- RL2-RL4（3部來往服務式住宅樓層之電梯，由三菱製造）：42、44-58、61-71
- A1-A5（5部來往14/F-20/F之辦公電梯，雙層，由三菱製造）：1/2、14-20
- B1-B5（5部來往24/F-31/F之辦公電梯，雙層，由三菱製造）：1/2、19/20、24-31
- C1-C5（5部來往31/F-38/F之辦公電梯，雙層，由三菱製造）：1/2、19/20、31-38
- F1-F4（4部大廈配套設施專用電梯，由奧的斯製造）：B4-1、5-12
- F5-F8（4部大廈配套設施專用電梯，由奧的斯製造）：B4-2、5-12
- P1-P2（2部辦公室專用之停車場電梯，由奧的斯製造）：B1-2
- SV1（1部載貨之服務電梯，由奧的斯製造）：B4-102
- SV2（1部載貨之服務電梯，由奧的斯製造）：B4-43
- SV3-SV4（2部載貨之服務電梯，由奧的斯製造）：B4-42
- SV5（1部載貨之服務電梯，由奧的斯製造）：42-112
- SV6（1部酒店專用之服務電梯，由奧的斯製造）：76-83、85-101

### 風阻尼器
大樓在90樓（高395米）設置了兩台風阻尼器，各重150公噸，使用感應器測出建筑物遇風的摇晃程度，及通过電腦計算以控制阻尼器移動的方向，減少大樓由于强风而引起的摇晃。

### 已入駐租戶
- 樂天集團
  - Workflex共享工作空間（30樓）
  - 樂天文化產業（27樓）
  - 樂天電子商務（26樓）
  - 樂天物產、Office Lounge（19樓）
  - 樂天MCC（1402室）
  - 樂天化學（1401室、15-16樓）
- Sunwoo紙業（5411室）
- EUKOR（28樓）

## 图片集

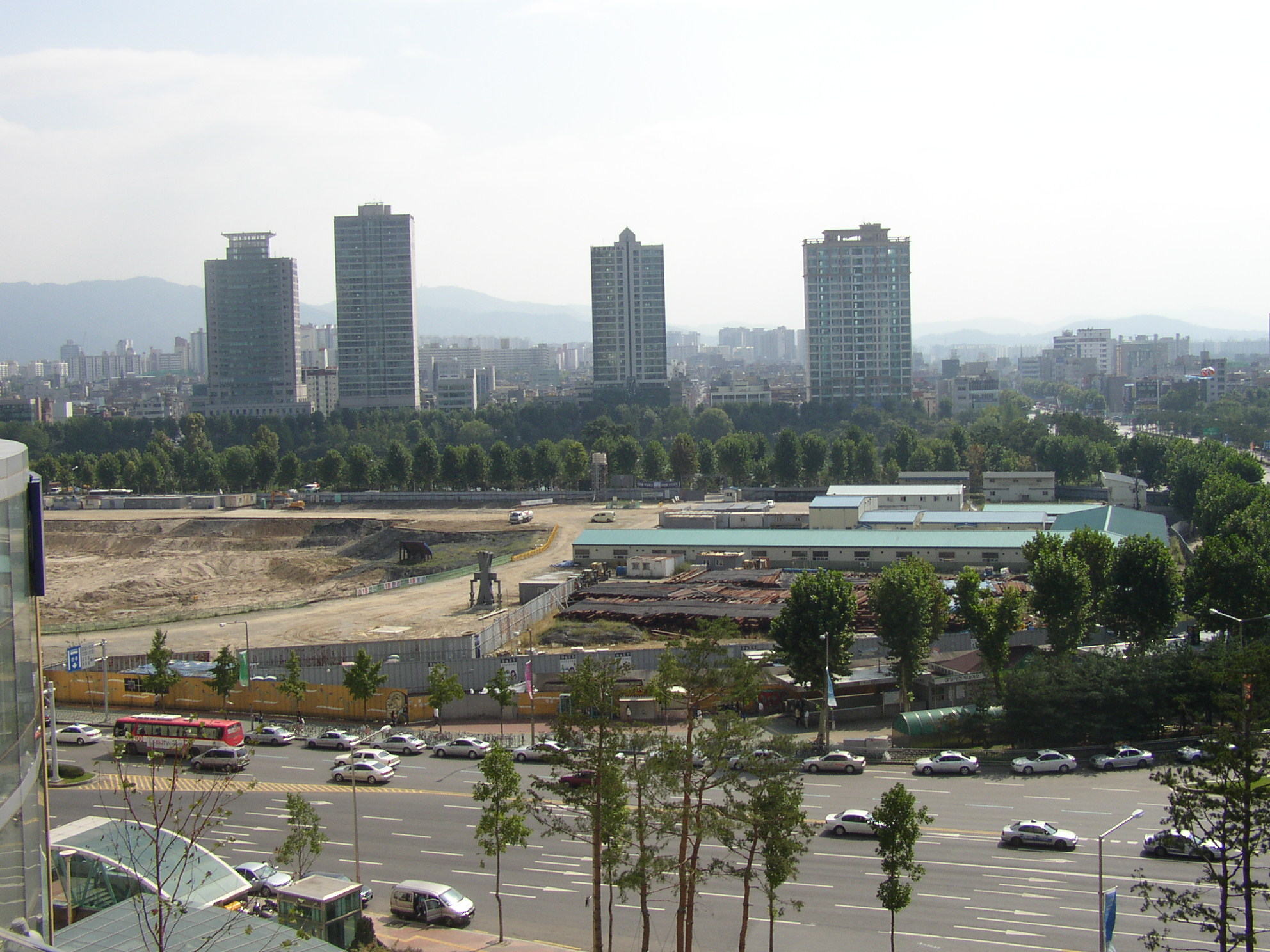
2007年10月
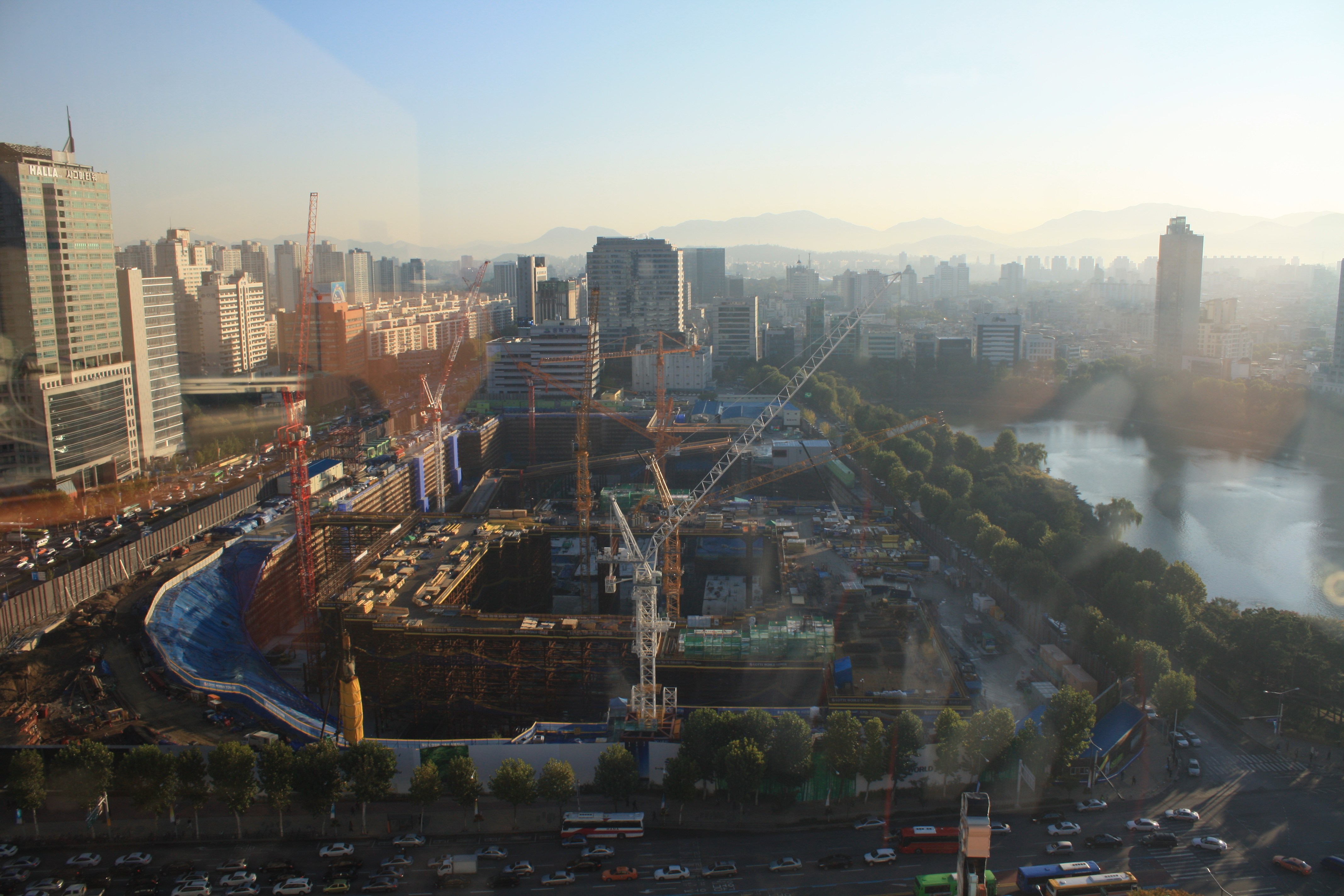
2011年10月
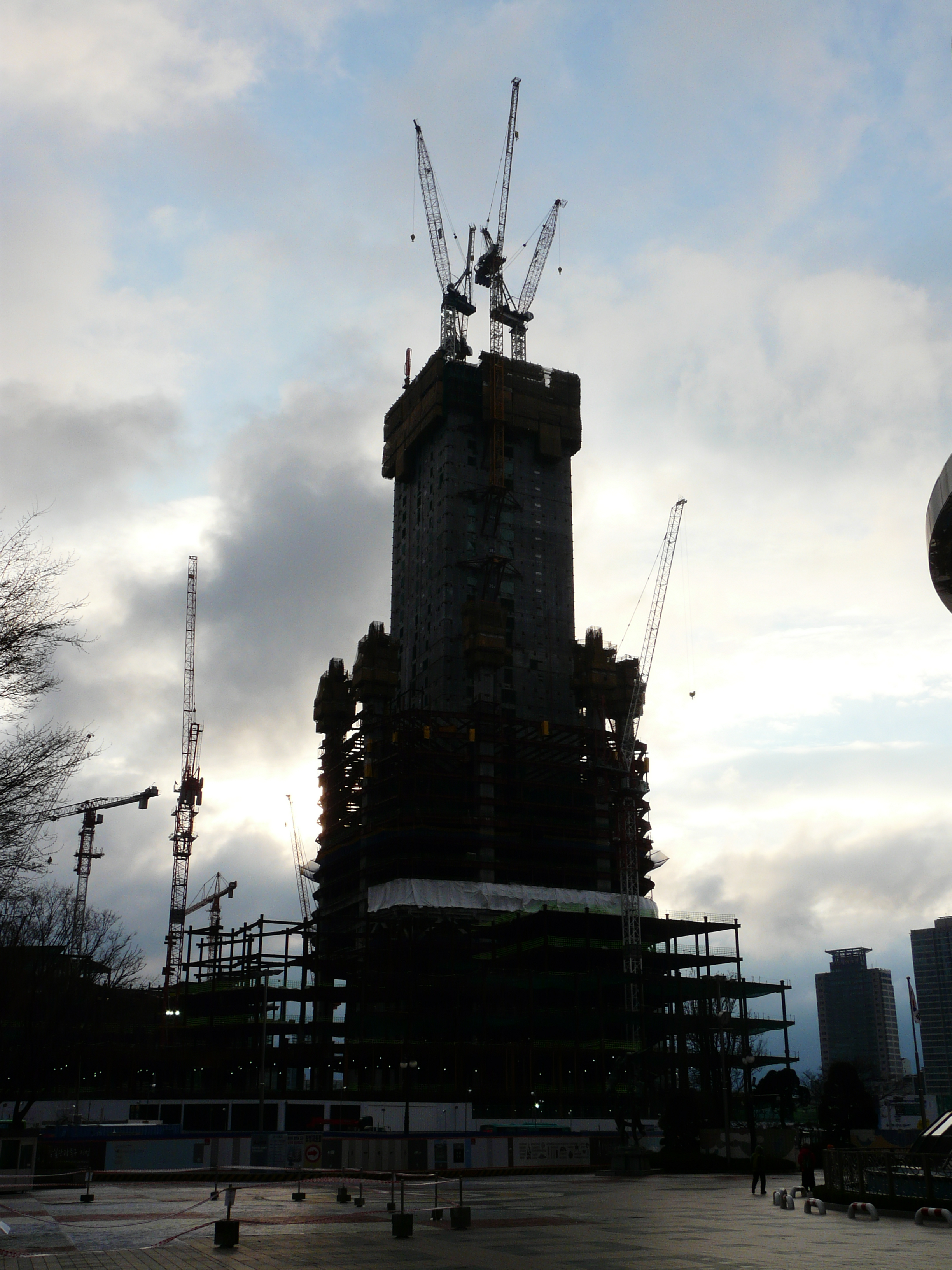
2013年10月
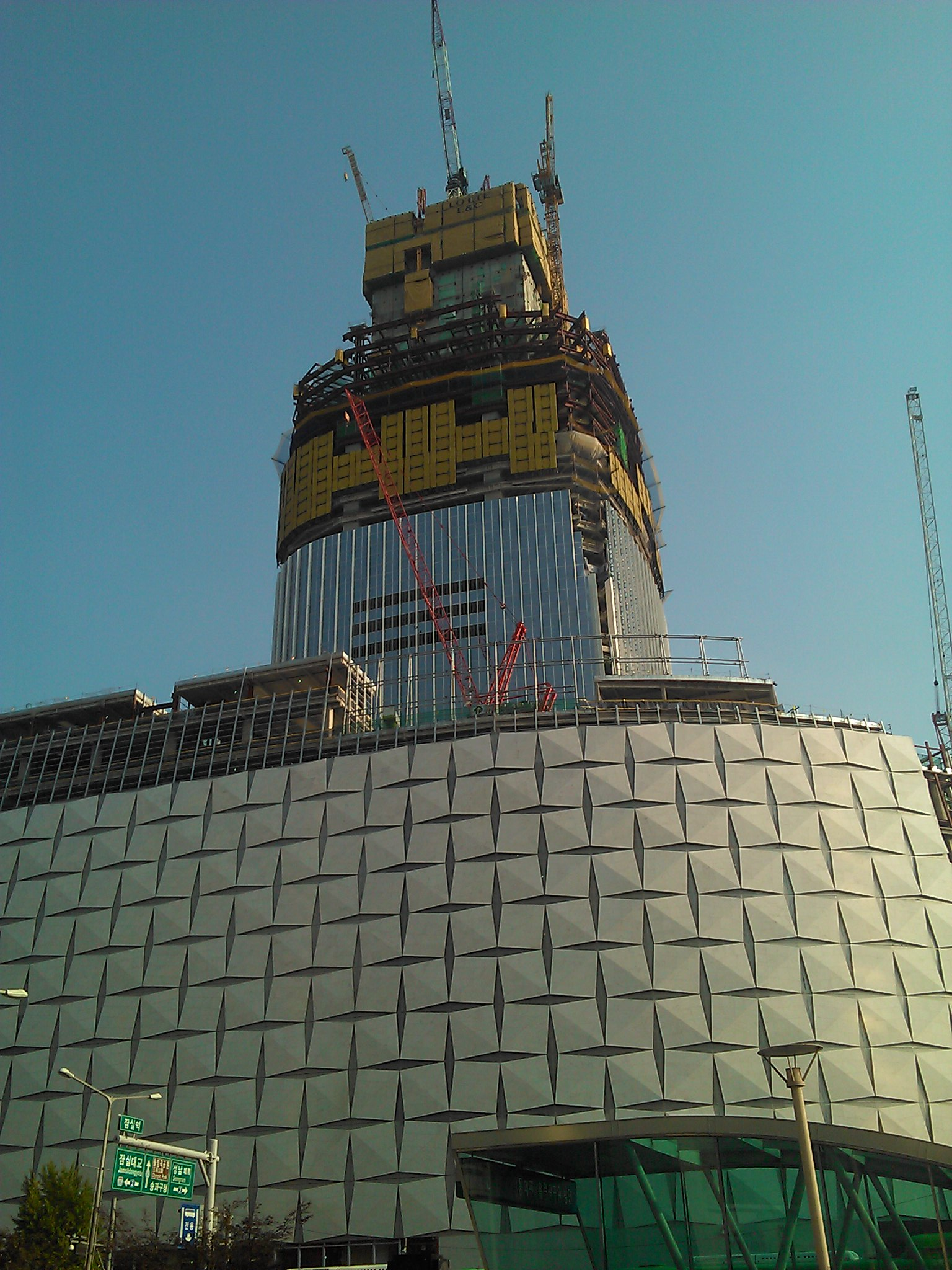
2013年10月27日
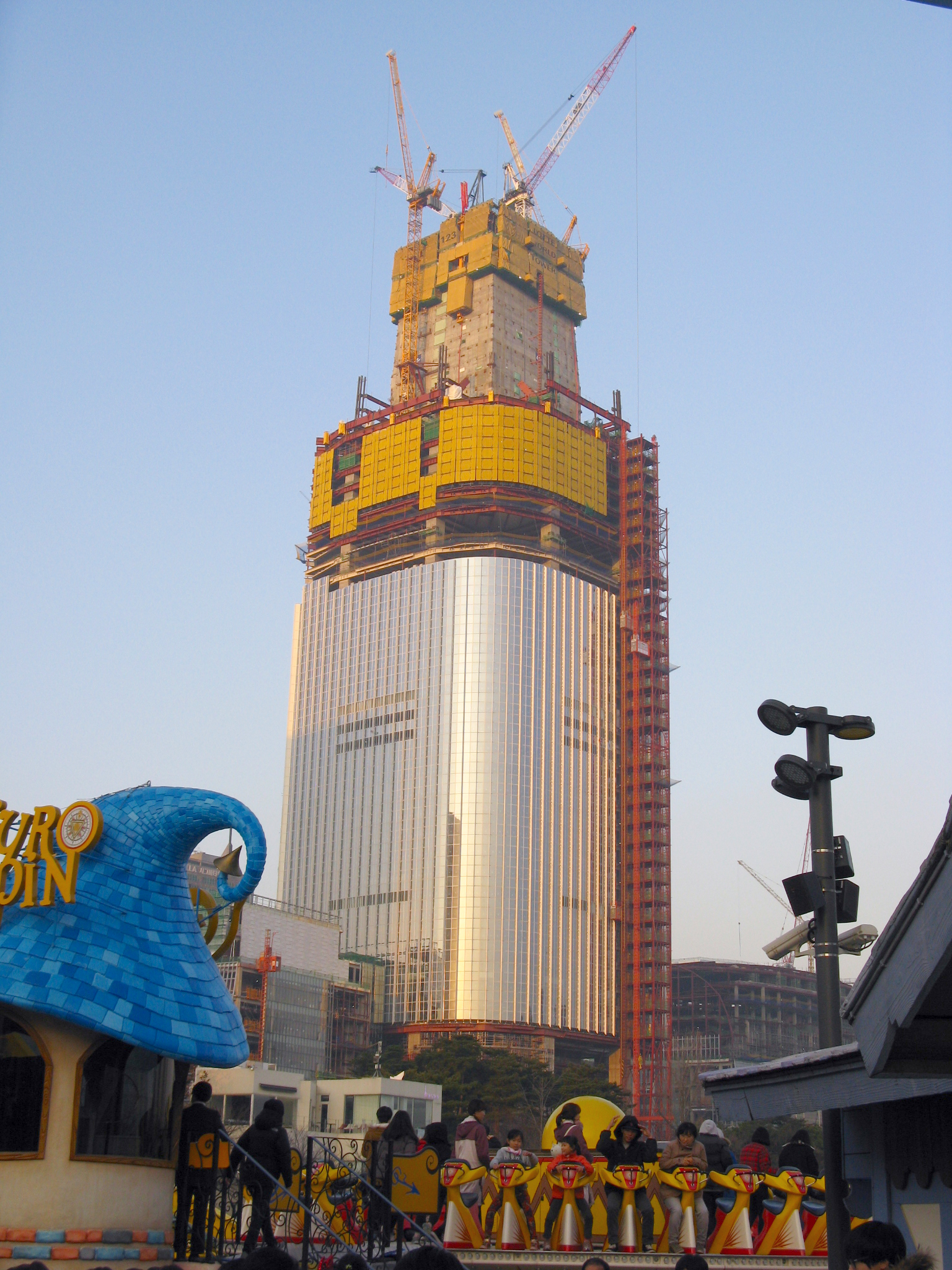
2013年12月4日
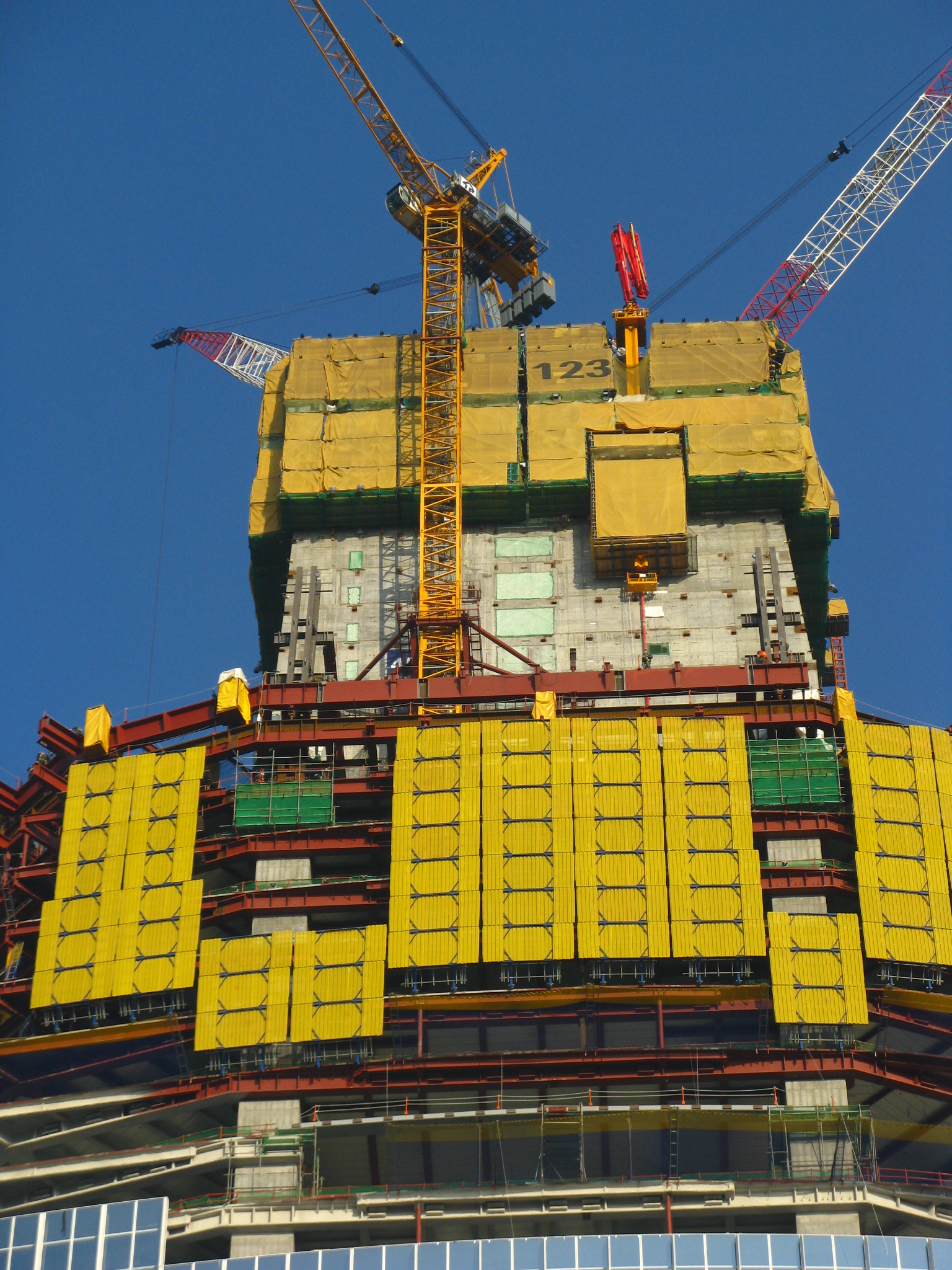
2013年12月4日（顶部）
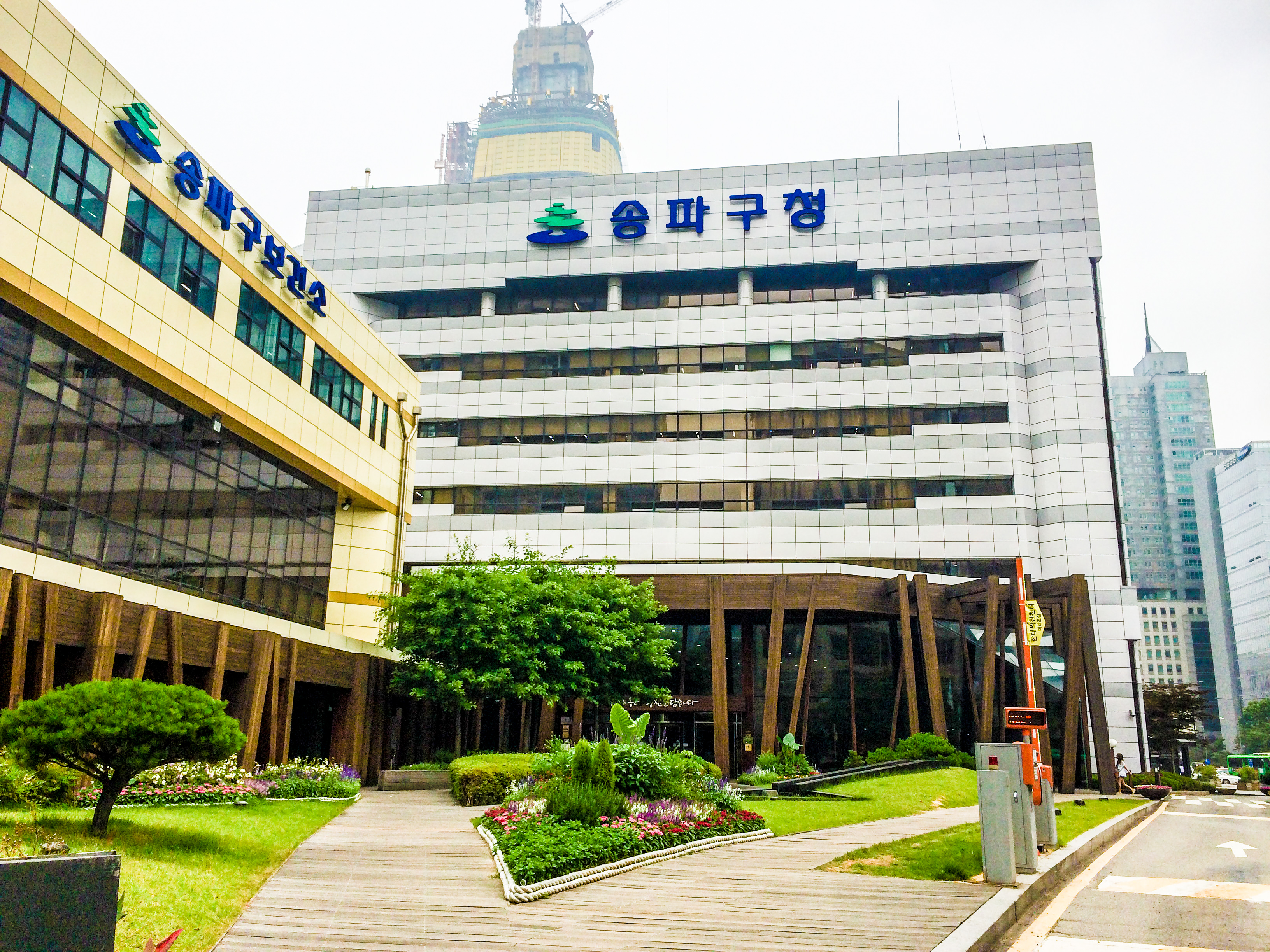
2014年6月20日 (首尔特别市松坡区和正在建设中的乐天世界塔)
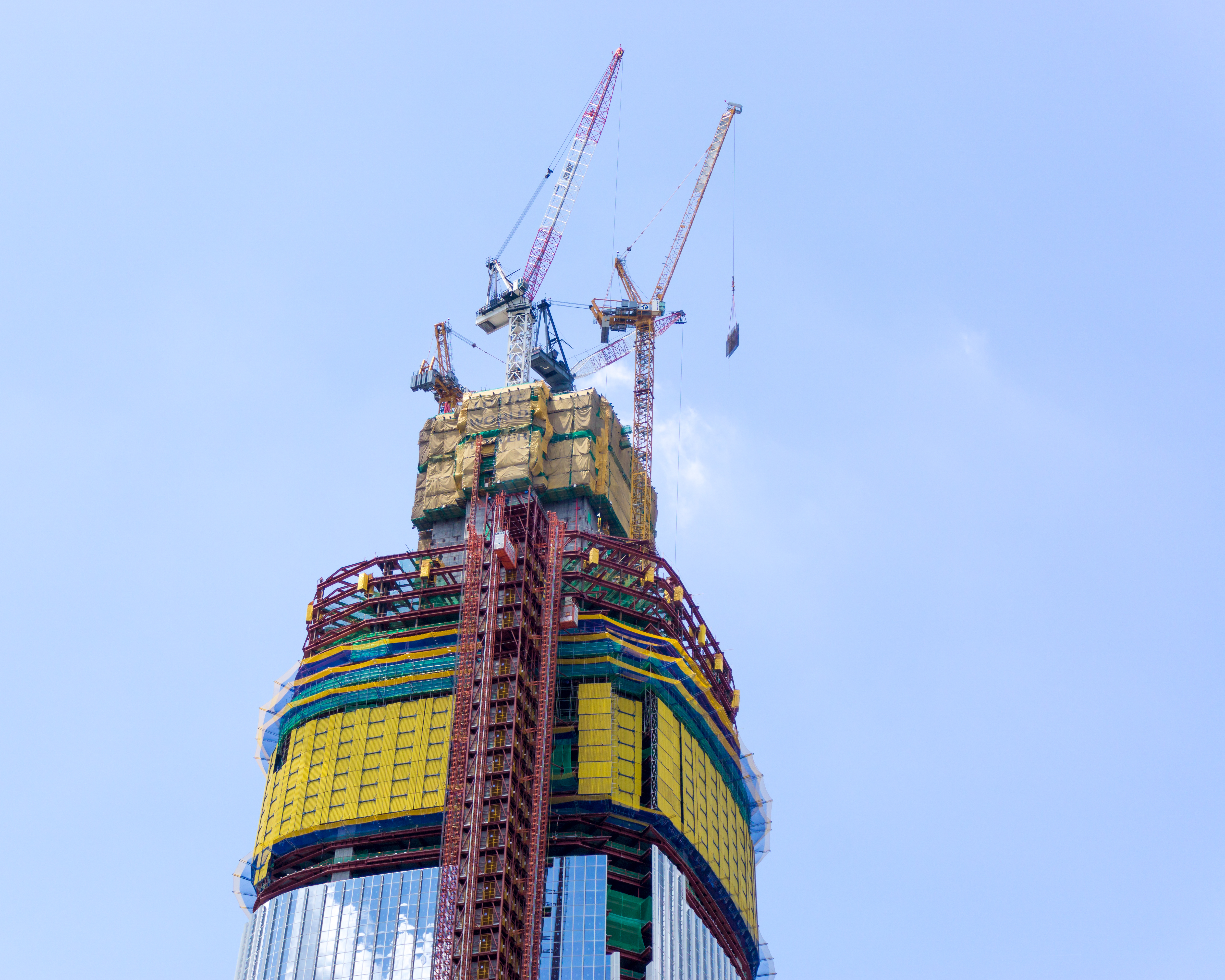
2014年7月4日 （顶部）
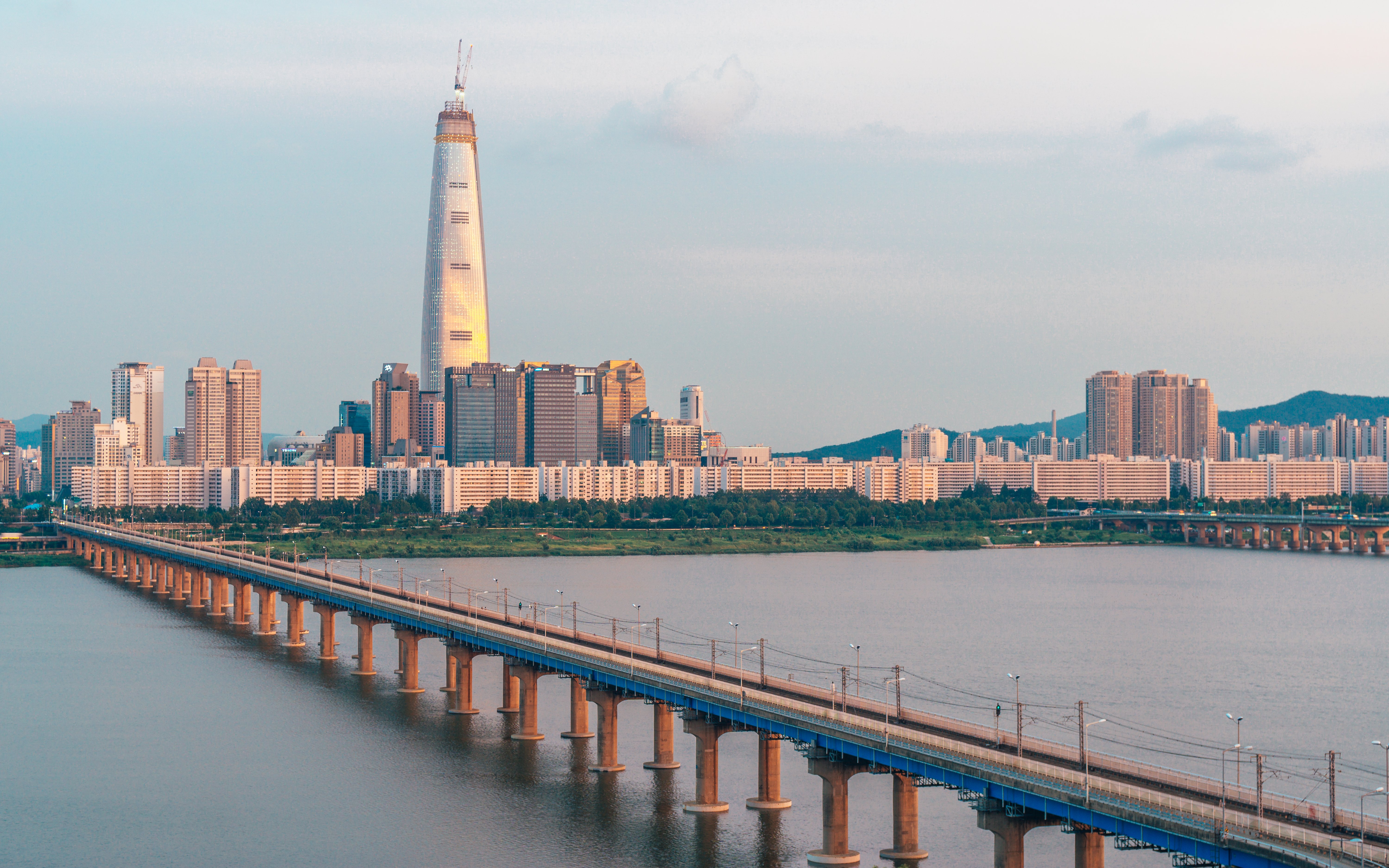
2015年8月
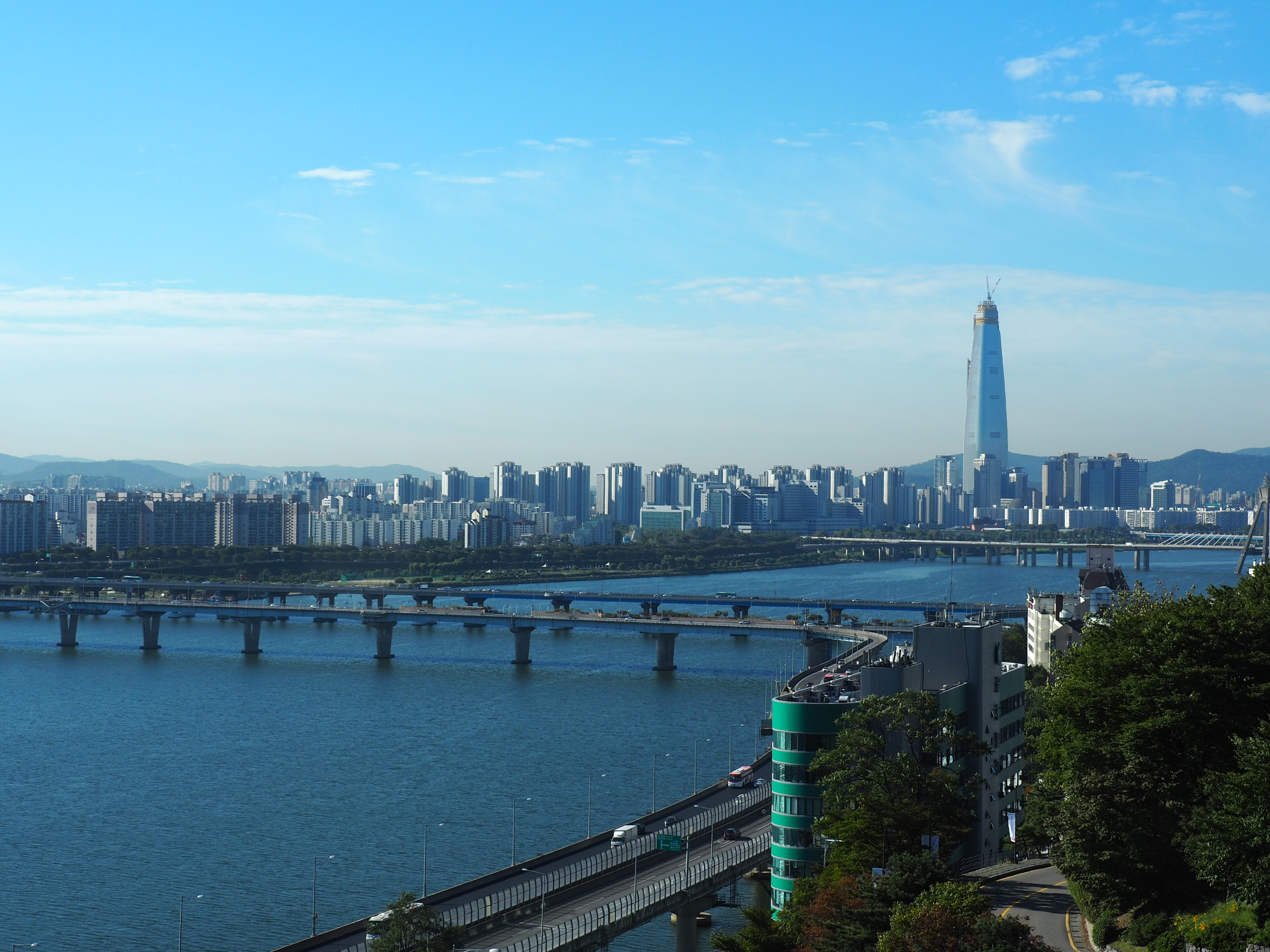
2015年9月
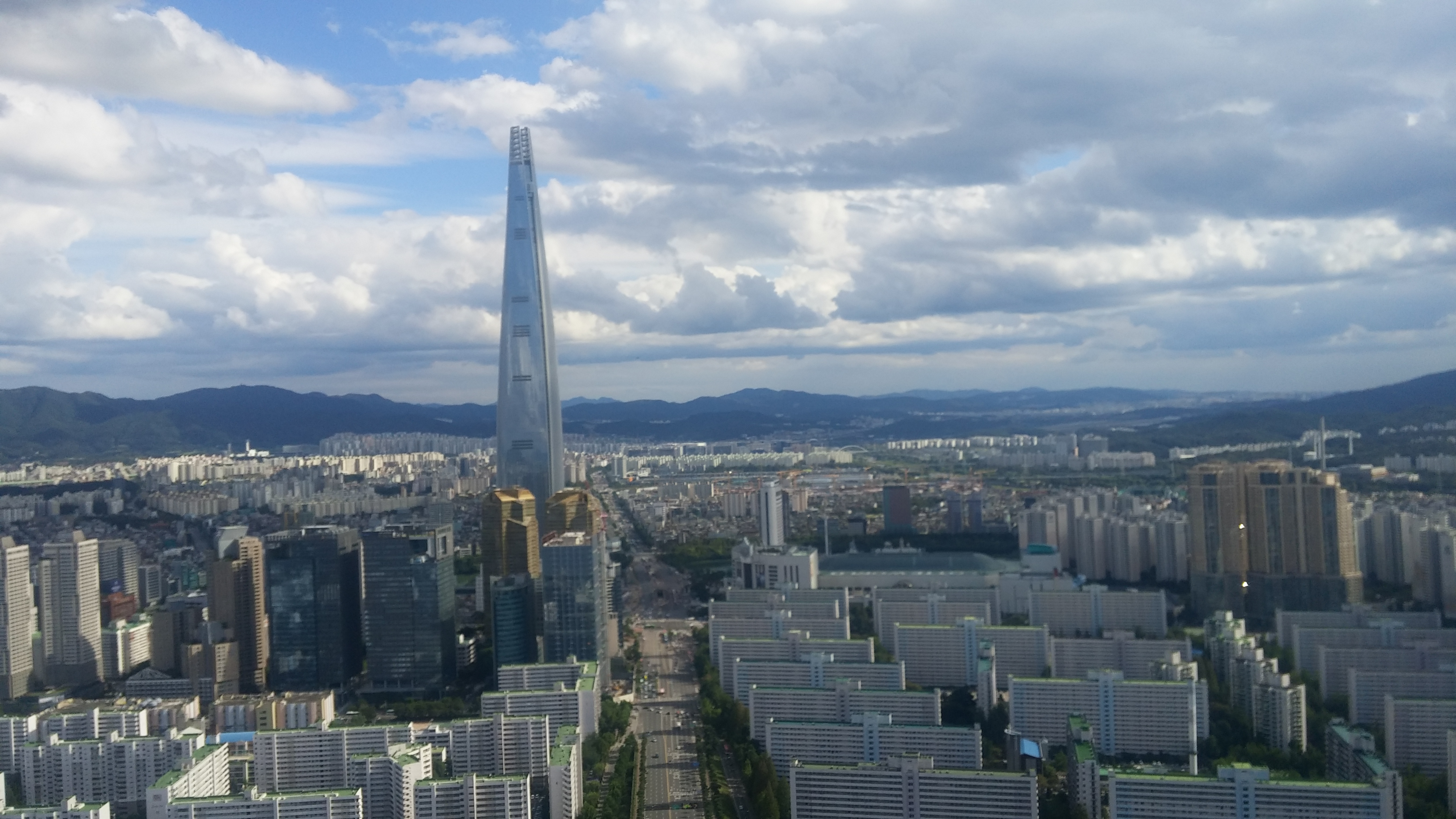
2016年9月的乐天世界塔（从直升飞机的角度看）
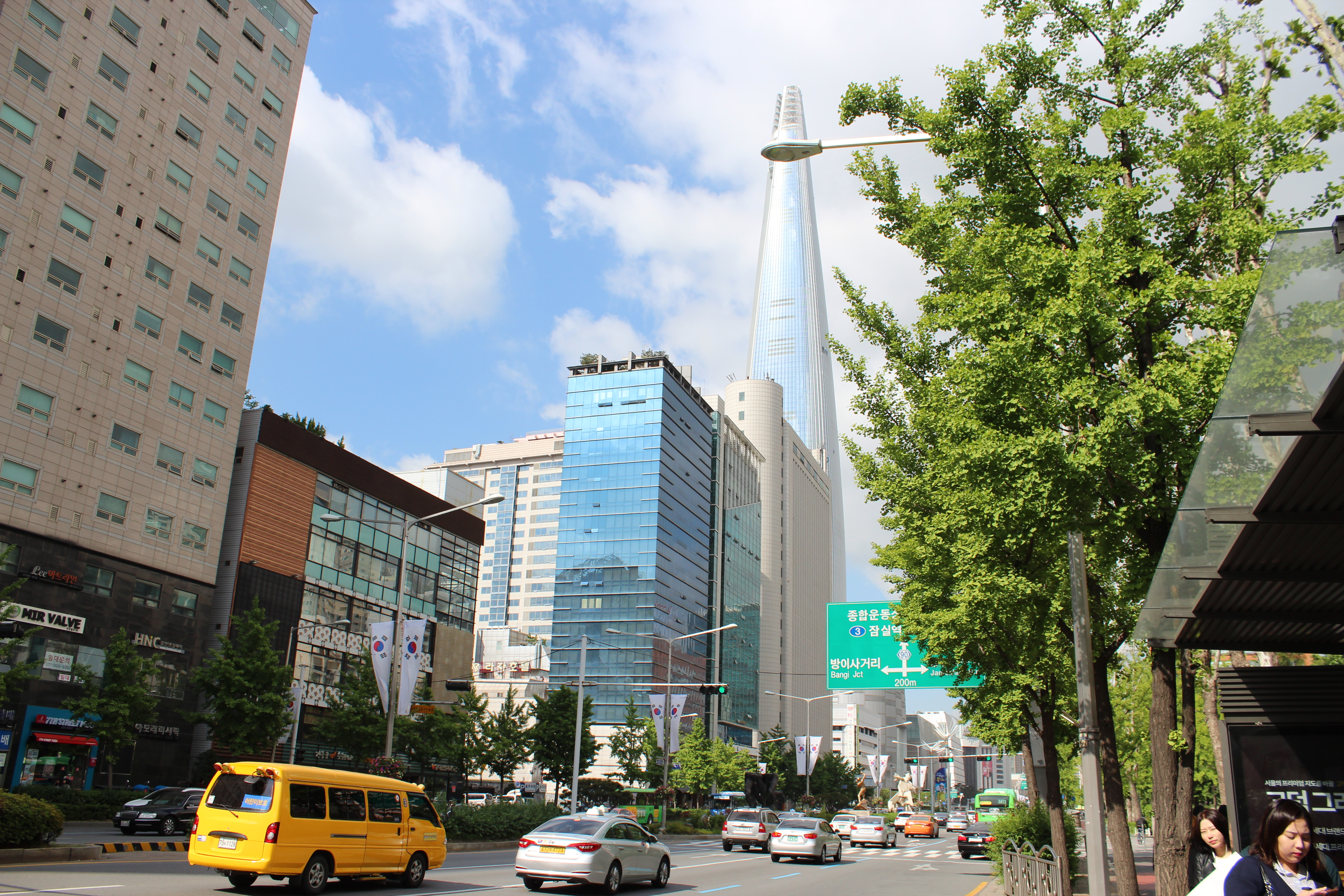
2017年5月
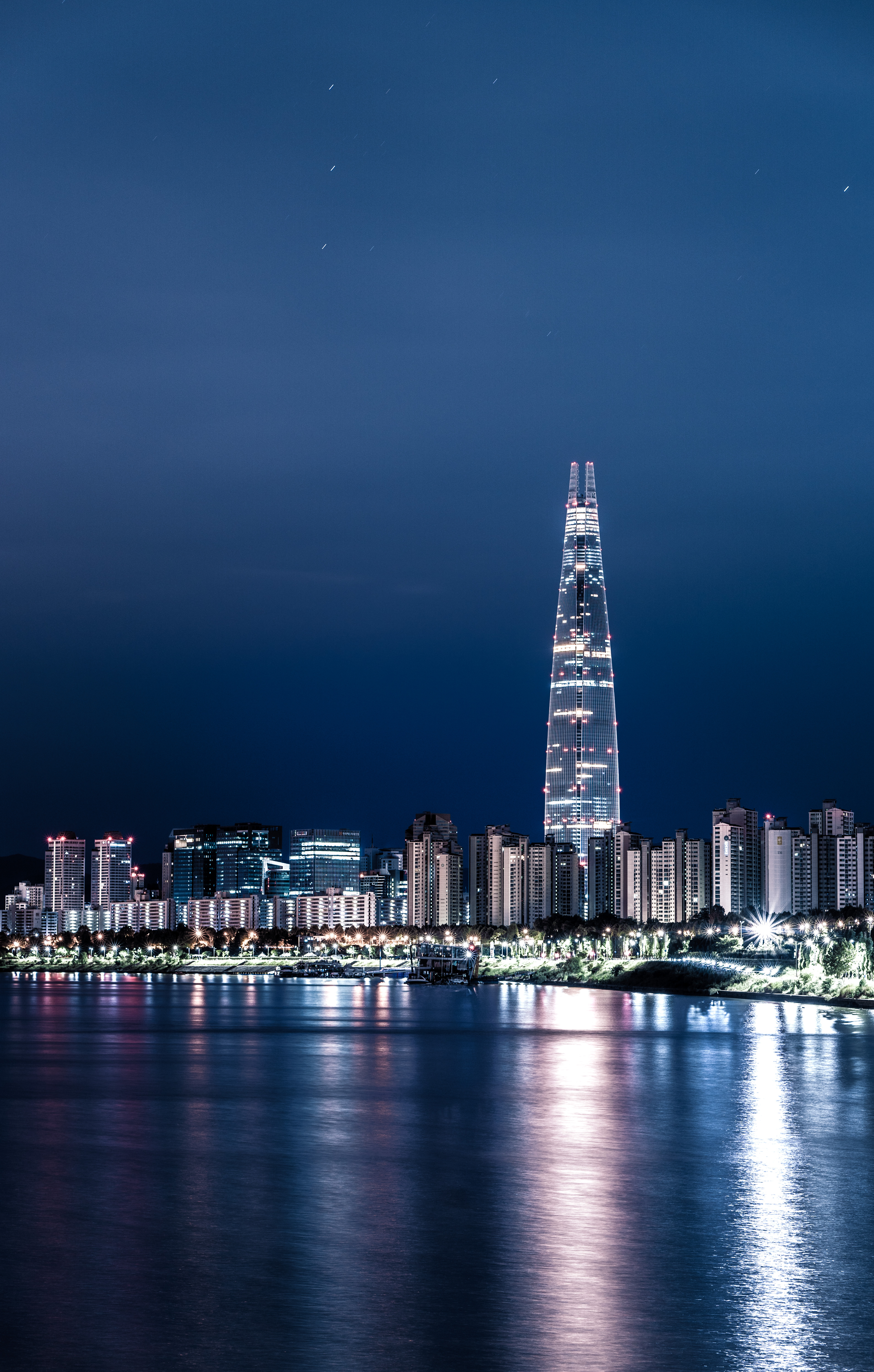
2018年8月
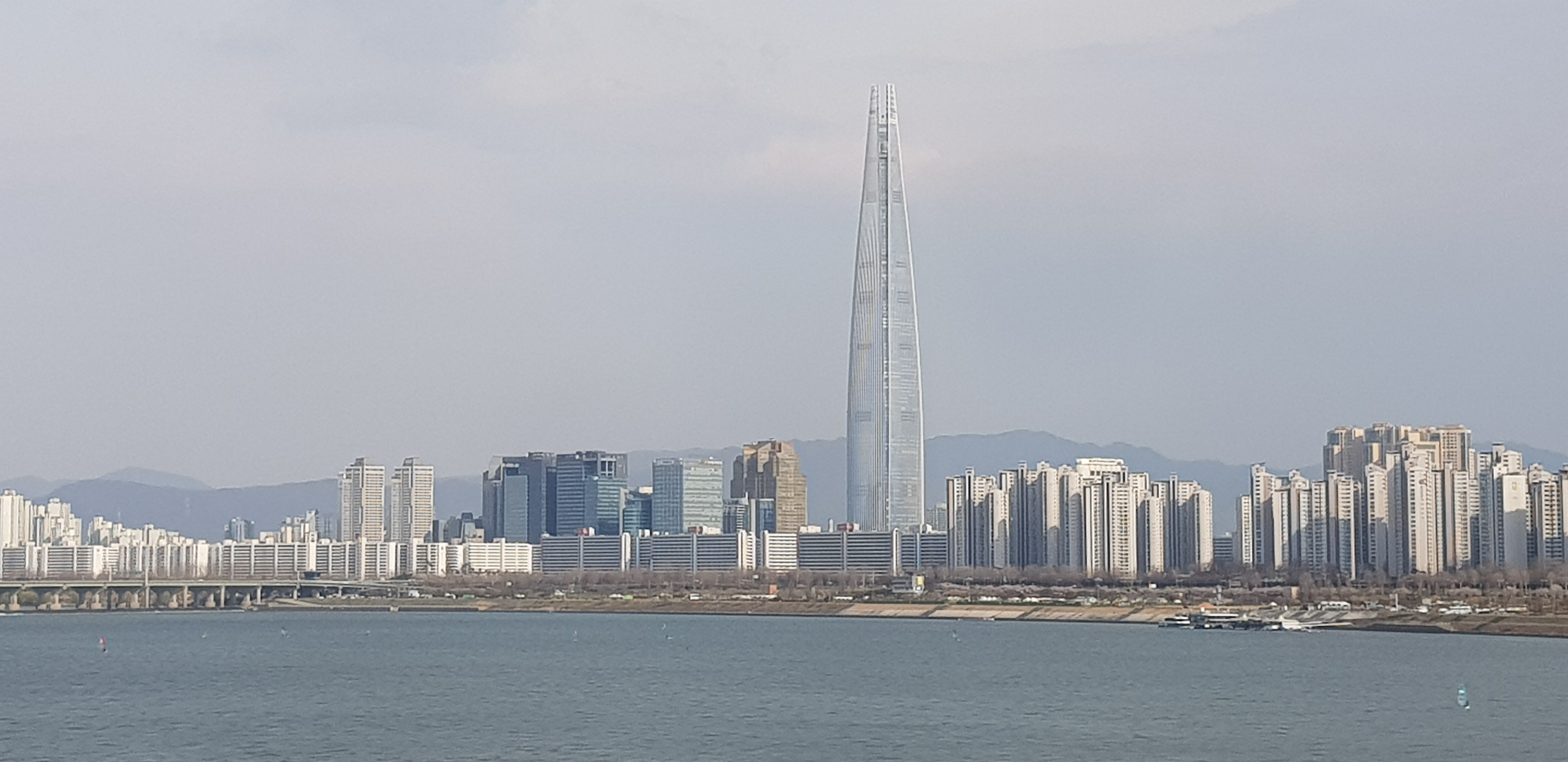
2019年4月
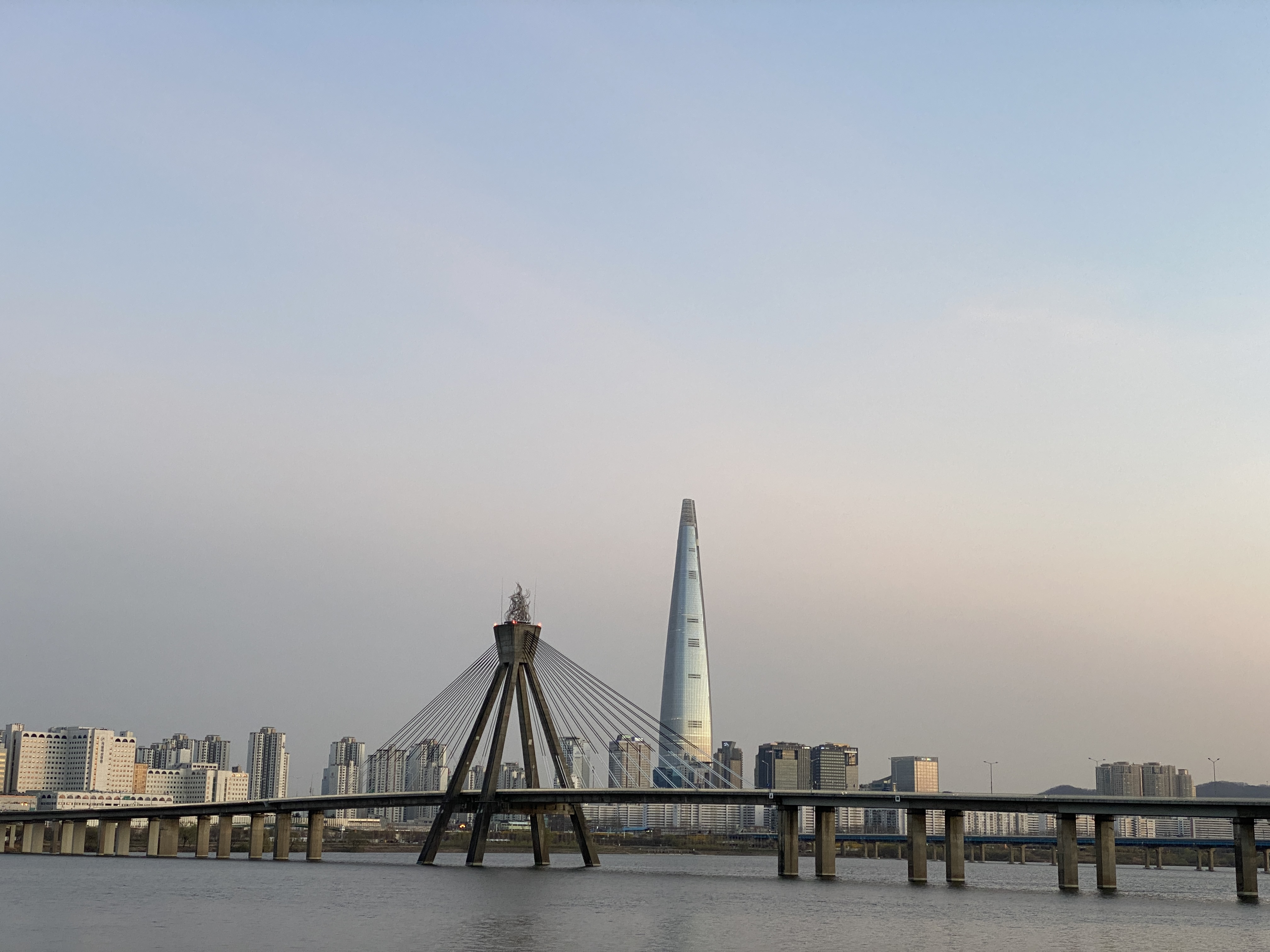
2020年3月
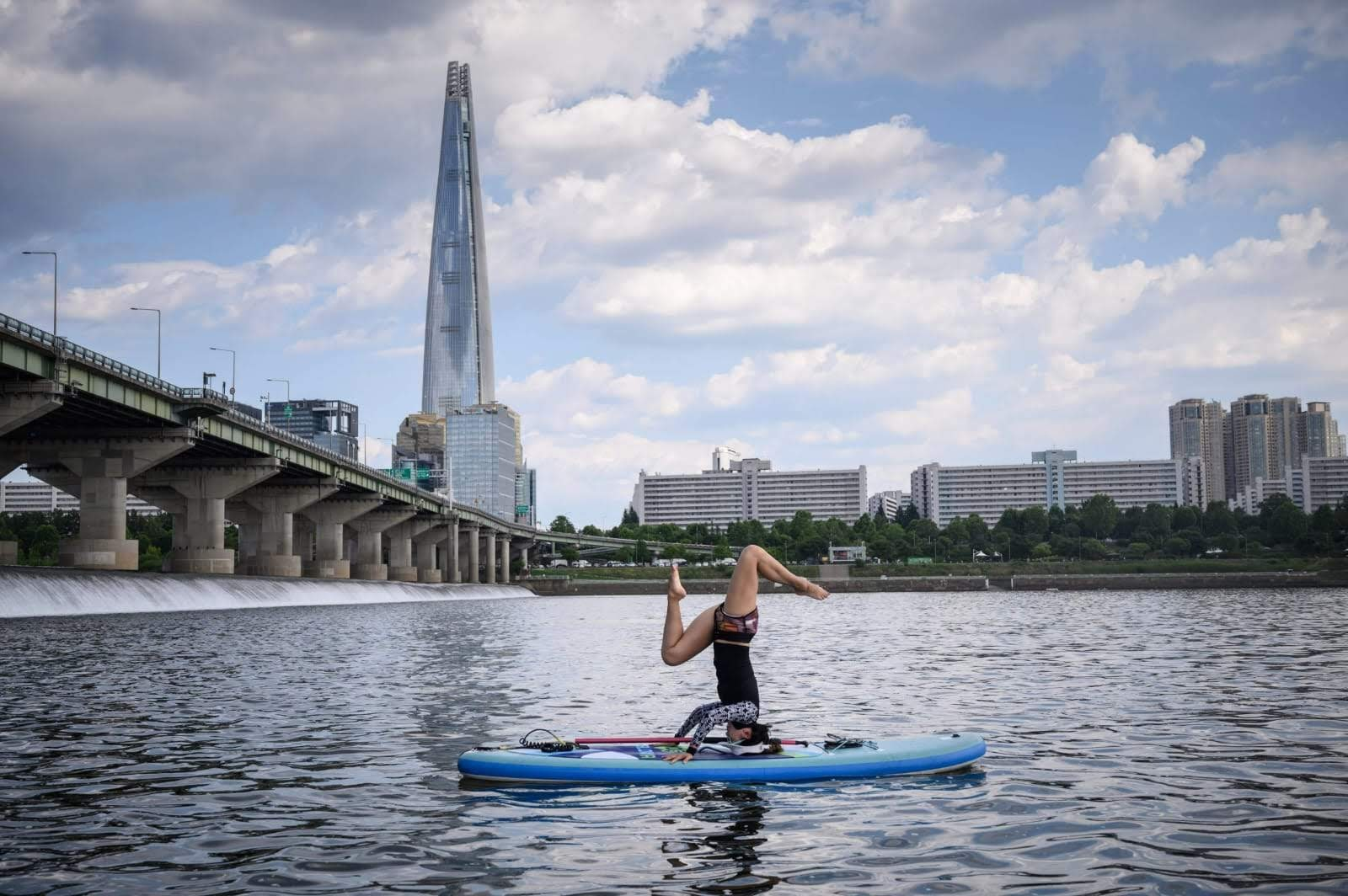
2021年6月

## 外部連結
- 维基共享资源上的相關多媒體資源：樂天世界塔
- 樂天世界塔-主頁 （页面存档备份，存于）